# La Grande Cabriole

La Grande Cabriole est une mini-série française en quatre épisodes, écrite et réalisée par Nina Companeez, diffusée sur Antenne 2 pour la première fois à partir du 4 janvier 1989.

## Synopsis
Juin 1789. Depuis près de dix ans, Laure-Adélaïde, comtesse de Chabrillant, poursuit une liaison orageuse, ignorée de tous, avec Armand Gallois, simple bourgeois. Ils ont coutume de se retrouver dans un moulin caché dans les terres du château. Ce matin-là, Laure-Adélaïde galope vers le moulin, follement impatiente de rompre avec Armand dont elle a appris une nouvelle infidélité. Ce qu'elle fait, impétueusement et le quitte à jamais... une fois de plus. Mais, aux histoires de cœur, succède une autre histoire : celle de la Révolution Française...

## Fiche technique
- Titre français : La Grande Cabriole
  - Épisode 1 : Ouverture à la française (1h37)
  - Épisode 2 : Fugue et suite allemande (1h29)
  - Épisode 3 : Sarabande et capriccio italiano (1h40)
  - Épisode 4 : Valse finale (1h28)
- Réalisation et scénario : Nina Companeez
- Musique : Robert Viger
  - Nicolas Dalayrac, Giuseppe Giordani, André Grétry, Jean-Baptiste Krumpholtz, Giovanni Battista Pergolesi, Domenico Scarlatti, Giovanni Paisiello, Charles-Simon Catel, Etienne Nicolas Méhul
  - Airs chantés par Alexandra Papadjiakov pour Ludmila Mikaël, Marie-Françoise Lefort pour Annie Sinigalia et Philippe Cantor pour Robin Renucci
  - Orchestration et direction d'orchestre : Alain Bernaud
  - Conseiller musical : Dominique Paladilhe
- Image : Charlie Gaëta
- Décors : Yves Demarseille
- Costumes : Anne-Marie Marchand
- Son : Hervé Chauvel
- Montage : Nicole Berckmans
- Cadreur : Georges Orset
- Sociétés de production : Antenne 2, Cinémag France, Bavaria Film, R.T.L. Télévision
- Production : Mag Bodard (productrice déléguée), Alain Bessaudou (producteur exécutif)
- Pays d'origine :  France,  Allemagne
- Format : Couleur, stéréo - 4/3 - 1.66
- Genre : Comédie dramatique
- Durée : 6h
- Première diffusion :  France : 4 janvier 1989 sur Antenne 2

## Distribution
- Fanny Ardant : Laure-Adélaïde de Chabrillant
- Bernard Giraudeau : Augustin Bardou
- Francis Huster : Armand Gallois
- Robin Renucci : Alexandre de Nocé
- Ludmila Mikaël : Camilla Paradisi
- Annick Alane : Madame de Poulpry
- Christian Alers : Monsieur de Nocé
- Jacques Alric : le père Bardou
- Yann Babillée : Monsieur de St Alban
- Serge Beauvois : Duluc
- Nathalie Becue : la cantinière
- Marie Bizet : Marie-Rose Carpillet
- Facundo Bo : Tramontini
- Jean Boissery : Dormans
- Jean-Paul Bordes : Monsange
- Sophie Bouilloux : Lison
- Marcel Bozonnet : Monsieur de Castellane
- Tsilla Chelton : Delphine de Nocé
- Madeleine Cheminat : Marie-Jeanne Carpillet
- Vanessa Danne : Anne-Charlotte de Chabrillant
- Jean Davy : Monsieur de Chabrillant
- Jacqueline Doyen : Madame de Montaut
- Valérie Dréville : Juliette Farget
- Marc Dudicourt : le père Farget
- Renée Faure : Madame de Lage
- Michel Favory : capitaine Germain
- Richard Fiardo : Cousinet
- Jany Gastaldi : Aimée de Chabrillant
- Marco Guglielmi : Gennari
- Fidesse Hunter : Helmina
- Christian Jeanin : Rondeau
- Jacqueline Jehanneuf : Madame de Nocé
- Rémy Kirch : Monsieur de Varicourt
- Philippe Laudenbach : Jules de Chabrillant
- Bernadette Le Saché : Rose de Miomandre
- Louis Navarre : Abbé Damerval
- Glauco Onorato : Cuzzoni
- Didier Pain : Chalumeau
- Patrick Palmero : Monsieur de Braonne
- Jean Parédès : duc de Bramante
- Dominique Paturel : Archambaut de Nocé
- Jean Périmony : abbé Mounier
- Nicolas Pignon : Achille de Chabrillant
- Michel Pilorgé : Joseph Cadet
- Sébastien Roché : Basingstoke
- Arièle Semenoff : Madame de Varicourt
- Véronique Silver : la mère Gallois
- Annie Sinigalia : Madame de Castellane
- Raphaëlle Spencer : Anne-Louise de Chabrillant
- Gianluca Valerio : Baldassare
- Jean-François Vlérick : Miomandre
- Jean-Claude Arnaud
- Elfie Astier
- Henri Attal
- Yves Aubert
- Pierre Aussedat
- Franck Ayas
- Jean Badin
- Paolo Barberis
- Carina Barone
- Jean-Louis Bauer
- René Bazinet
- Marc Behin
- Anne Benoît
- Teddy Bilis
- Christian Bonnet
- Didier Brice
- Roland Brodbeck
- Michel Carliez
- Martine Chauvin
- Marc Chikly
- Marie-Pierre Cochereau
- Odile Cointepas
- Jacques Cornet
- Isabelle Coste
- Irina Dalle
- Brigitte Damiens
- Gilles David
- Marie De Baillancourt
- Michel Debranne
- Philippe Dehesdin
- François Delaive
- Eric Denize
- Valériane de Villeneuve
- Erick Deshors
- Louis Dugas
- Nelly Faure
- Michel Francini
- Alain Fromager
- Ophélie Gelber
- François Girard
- Philippe Girard
- Catherine Grave
- Nicole Gueden
- Jean-Paul Guengant
- Louba Guertchikoff
- André Haber
- Gérard Hardy
- Olivier Hémon
- Michael Hofland
- Sylvie Huguel
- Solenn Jarniou
- Dorothée Jemma
- Renaud Kerval
- Ilarion Koutousof
- Jean-françois Lajeunesse
- Carole Larey
- Michel Lasorne
- Lucienne Legrand
- Yves Le Moign'
- Gérard Lorin
- Volker Marek
- Laurent Marielle-Tréhouart
- Aurora Maris
- Luisa Maris
- Cécile Mazan
- Marc Soriano
- Mathé Souverbie
- Anton Swarowsky
- Louis-Marie Taillefer
- Valentine Varela